# 109件奇怪的事
《109件奇怪的事》（韓文： 109 별일 다 있네，英語：109 Strange Things），2017年2月1日起在韓國NAVER TVcast平台上首播的科幻網路劇，由崔泰俊、鄭彩娟領銜主演。描述從未來穿越的KDI-109智能機器人白久與人類一起生活的故事。

## 內容概述
該故事描述韓國KDI-109智能機器人白久，從2050年回到2017年的世界與女主角申奇媛相遇。以女主家一家人的「學業」、「就業」為主軸，延伸出新時代的議題：畢業生面臨「就業即失業」的問題、「人工智慧發展及人類與機器人共存的社會問題。

## 演員列表
《109什麼事都有》人物介紹：
| 演員   | 角色               | 描述                                                                                                |
| ------ | ------------------ | --------------------------------------------------------------------------------------------------- |
| 崔泰俊 | KDI-109 智能機器人 | 又稱：白九，來自2050年3月上市的未來智能機器人，主要任務：保護主人申奇媛。技能：八萬三千二百個菜餚。 |
| 鄭彩娟 | 申奇媛             | 「無就業」狀態。畢業於哲學系，沒有第二專長，四處找不到工作。                                        |
| 曹承希 | 申奇妍             | 申奇媛的姐姐，「無就業」狀態，以照顧小孩為藉口。                                                    |
| 金泰允 | 張亨範             | 申奇媛的姐夫，「無就業」狀態，不管做什麼工作，都以失敗告終。                                        |
| 朴書允 | 申奇恩             | 申奇媛的妹妹，無法適應校園生活。                                                                    |
| 宋泰宇 | 申奇漢             | 申奇媛的弟弟，高中畢業後就踏入職場，雖然有一技之長不怕無處就業，卻因為沒有進修讀書而產生了自卑感。  |

## 大綱
| 集數   | 標題           | 時長    |
| ------ | -------------- | ------- |
| 第一集 | 你好，陌生人   | 10:31分 |
| 第二集 | 這就是，新世界 | 14:15分 |
| 第三集 | 夫婦的雙重生活 | 13:25分 |
| 第四集 | 流浪的孩子     | 12:36分 |
| 第五集 | 全場大熱       | 12:48分 |
| 第六集 | 未來在我手中   | 17:17分 |

## 播放資訊
- 2017-02-01起，每週三、四 10:00 播出
- 出品時間：2017年
- 制片/拍攝地區：韓國
- 導演：朴善才(韓語：박선재)
- 編劇：朴善才(韓語：박선재)
- 集數：6集
- 每集長度：15分鐘
- 類型：愛情、科幻
- 製片人：최정열[4]

## 原聲帶
《109什麼事都有OST》
| 編號 | 歌曲        | 歌手 |
| ---- | ----------- | ---- |
| 1    | LIGHT       | SE O |
| 2    | LIGHT(inst) | SE O |

## 外部連結
- 《109什么事都有》的新浪微博
- 豆瓣电影上《109什么事都有》的資料 （简体中文）
- YouTube上的《109什麼事都有》預告》
- 韓國tvN官方網站（页面存档备份，存于）
- 네이버TV 채널 （页面存档备份，存于）